# Disordini in Inghilterra del 2011
Dal 6 al 10 agosto 2011 si è verificata una serie di disordini in Inghilterra, che ha inizialmente interessato i quartieri periferici della capitale britannica, Londra, con saccheggi, episodi di sciacallaggio e rivolte. I disordini sono cominciati nel quartiere di Tottenham, per poi espandersi senza controllo intorno alla città in zone come Chelsea, Brixton e persino Oxford Circus. La causa delle sommosse è l'uccisione di un sospetto ventinovenne, Mark Duggan, di etnia nera (Black British) e padre di quattro figli, ucciso in una sparatoria con la polizia.
La rivolta, originata in Tottenham, si è propagata velocemente tra la classe sociale subalterna di origine nera, nei quartieri di Wood Green, Enfield Town e Ponders End. Vandalismi e comportamenti violenti sono stati registrati anche in molte altre aree di Londra. Molti negozi sono stati dati alle fiamme, saccheggiati e distrutti da gruppi di manifestanti. Almeno 35 poliziotti facenti parte del Metropolitan Police Service sono stati feriti. L'8 agosto gli incidenti si sono diffusi anche in altre città come Birmingham, Liverpool e Bristol. Il 9 agosto è stata fortemente interessata anche la città di Manchester. Questi disordini sono considerati come la peggiore rivolta nel loro genere dai disordini di Brixton del 1995.

## Cause

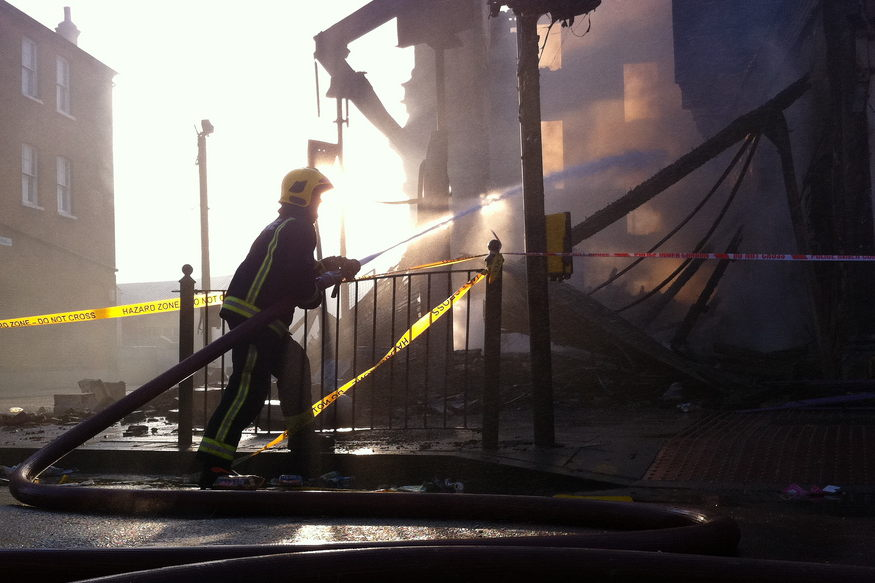
Un vigile del fuoco alle prese con un rogo provocato dai manifestanti

I disordini sono stati preceduti da una sparatoria a seguito di un arresto avvenuto il 4 agosto a Londra, nel quartiere di Tottenham. Mentre era in corso l'arresto di Mark Duggan, uno spacciatore di cocaina di pelle nera (Black British), l'uomo, armato, avrebbe ferito un poliziotto provocando la risposta della polizia che ha aperto il fuoco uccidendolo.

## Svolgimento

### Marcia di protesta
Il 6 agosto, una protesta pacifica ha raggiunto la Stazione della MET di Tottenham. La protesta è stata organizzata da amici e parenti di Mark Duggan per chiedere giustizia per la famiglia. Circa 200 persone hanno partecipato a questa protesta.

### 6 agosto

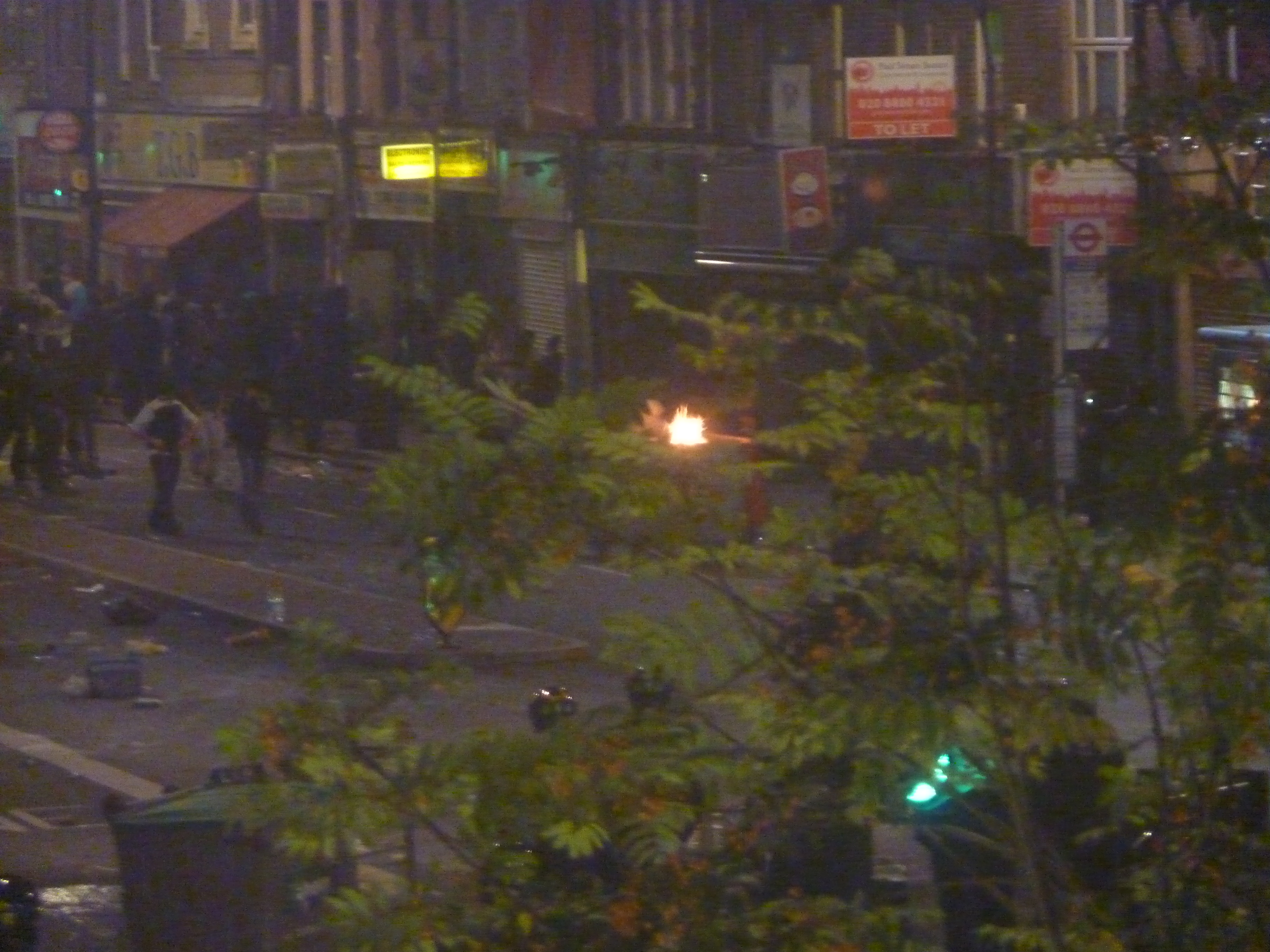
Proteste contro la polizia nella sera del 6 agosto

Gli incidenti sono iniziati dopo questa marcia di protesta pacifica.

#### Tottenham
Nella notte del 6 agosto, la situazione nel quartiere di Tottenham è degenerata. I manifestanti hanno iniziato a reagire violentemente contro i pubblici ufficiali presenti. Un ufficio postale e le abitazioni limitrofe, nonché un autobus a due piani e diverse automobili sono stati incendiati e completamente distrutti. Almeno otto poliziotti sono stati feriti e portati in ospedale durante questo primo giorno di sommosse nel quartiere di Tottenham.

#### Wood Green
Alle ore 20.00, la rivolta si è propagata nel quartiere di Wood Green, ma alcuni poliziotti in assetto anti-sommossa erano sul posto e hanno bloccato ogni tentativo di violenza contro case, negozi e veicoli.

#### Tottenham Hale
In questo quartiere, l'azione dei manifestanti non è stata arginata dalla polizia, troppo occupata in altre aree. Il culmine della violenza si è raggiunto con il saccheggio continuato di negozi fino all'alba senza alcun intervento delle forze dell'ordine.

### 7 agosto

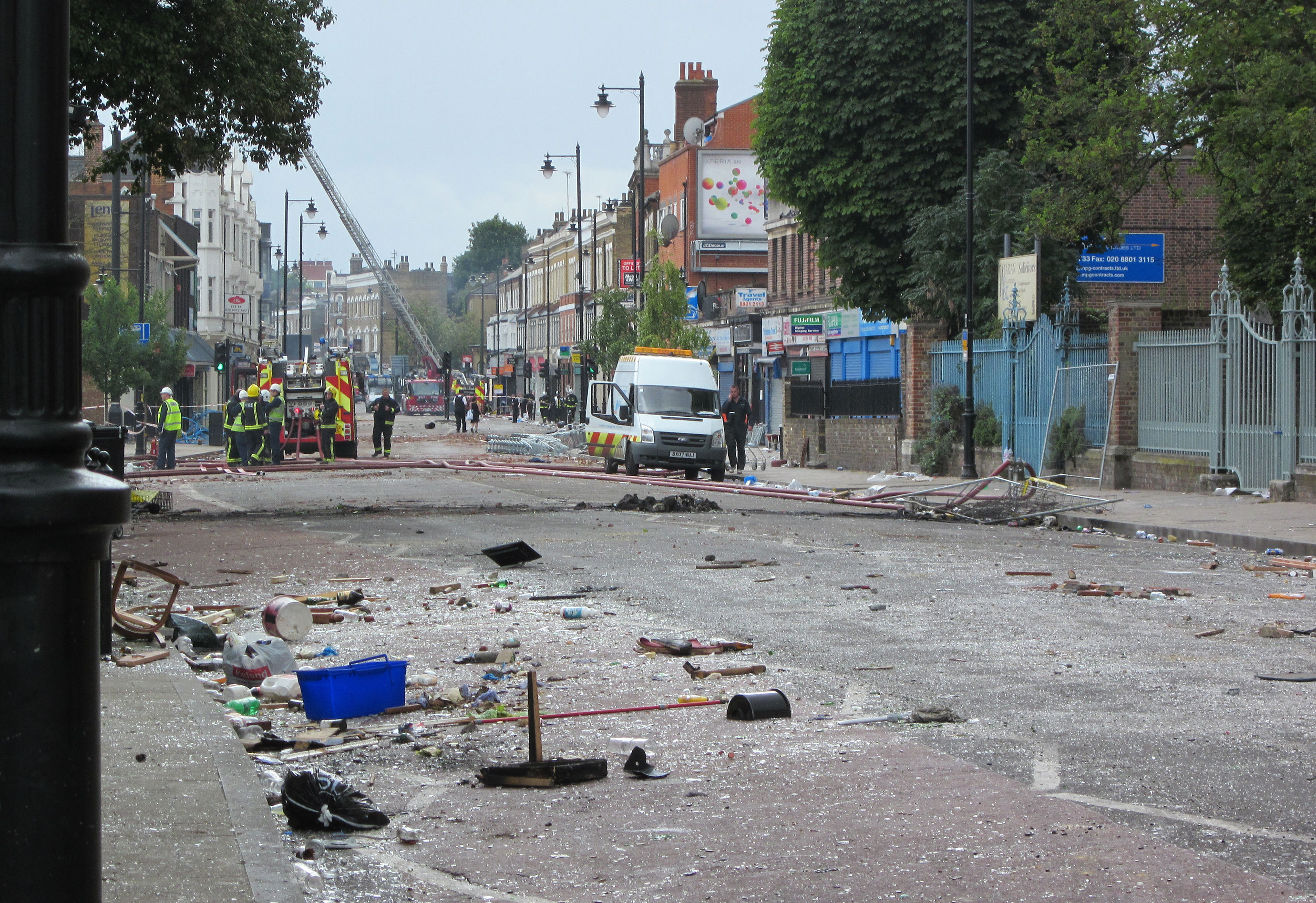
Una strada di Tottenham dopo la rivolta

#### Wood Green
Nelle prime ore del 7 agosto si sono registrati disordini nel quartiere di Wood Green. Si sono verificati vari episodi di sciacallaggio, con numerosi negozi di vestiario, elettronica e videogiochi completamente saccheggiati da un gruppo di circa 100 giovani. La polizia non è riuscita a intervenire.

#### Enfield e Ponders End
Nella serata del 7 agosto, si sono verificati violenti disordini nel quartiere di Enfield, a nord di Tottenham, a causa della massiccia presenza di polizia anti-sommossa che proteggeva gli edifici principali del quartiere come la Stazione ferroviaria.
La Polizia anti-sommossa era arrivata a Enfield nel pomeriggio di quello stesso giorno. Nello stesso periodo di tempo, alcuni piccoli gruppi di giovani incappucciati erano arrivati in auto, in autobus e in treno nel quartiere.

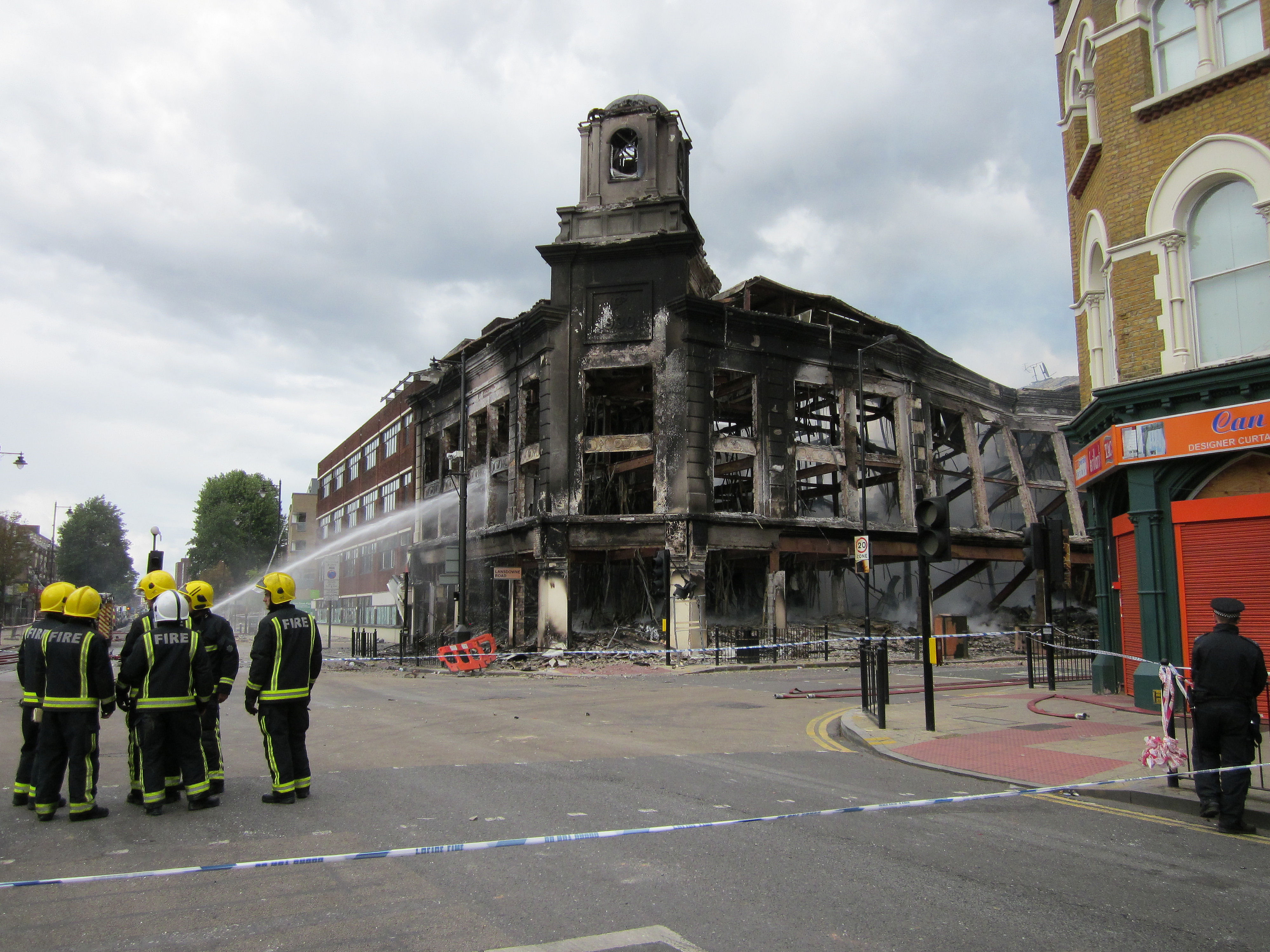
Un edificio dato alle fiamme nel quartiere di Tottenham

Qualche disturbo si era verificato dalle 17:30 del 7 agosto. Un'auto della polizia è stata bersagliata con dei mattoni e alcuni negozi erano stati distrutti o saccheggiati. Questa situazione ha reso necessario l'intervento di un elicottero della polizia per monitorare la zona dei disordini.
Verso le 19:00, la polizia ha affrontato una trentina di giovani manifestanti in strada e circa cinquanta davanti a un supermercato saccheggiato. I cani della polizia sono stati impiegati per sedare la rivolta.
Le scene di Enfield ricordano i disordini del 6 agosto avvenuti nel quartiere di Tottenham, anche se in scala ridotta.

#### Brixton
I vigili del fuoco hanno affrontato un incendio provocato dai manifestanti in un negozio di scarpe del quartiere di Brixton, a sud del Tamigi. La polizia anti-sommossa e i giovani manifestanti si sono scontrati in strada. Quando la polizia ha fermato i saccheggiatori, questi ultimi hanno attaccato le forze dell'ordine lanciando pietre e il contenuto dei cassonetti dell'immondizia.
Altri disordini sono avvenuti nei quartieri di Ilford, Islington, Oxford Circus, Waltham Cross, Streatham, Dalston e Denmark Hill.

### 8 agosto

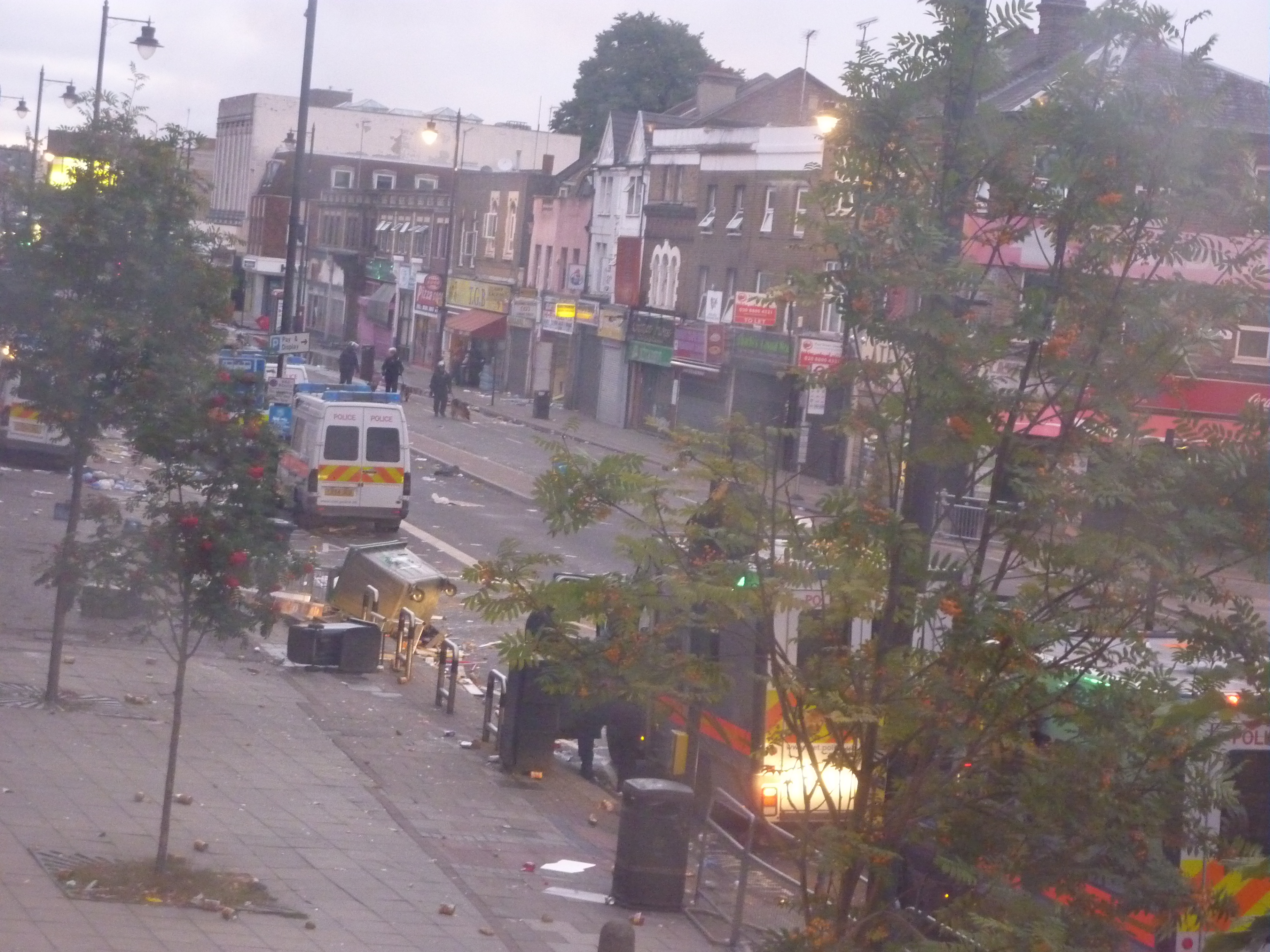
Strada di Tottenham dopo il passaggio dei manifestanti

Dall'8 agosto, tutti i 32 quartieri di Londra sono stati messi in allerta anti-sommossa.

#### Enfield e Ponders End
La mattina dell'8 agosto, diversi negozi del quartiere di Enfield sono stati oggetto di vandalismi e saccheggi da parte dei manifestanti e due veicoli sono stati dati alle fiamme. Centinaia di poliziotti anti-sommossa e unità cinofile sono arrivate nel quartiere per arginare i disordini, i saccheggi e i roghi di negozi, case e veicoli. Un grande centro di distribuzione della Sony è stato dato alle fiamme; il fuoco ha distrutto l'edificio.

#### Walthamstow e Walthamstow Central

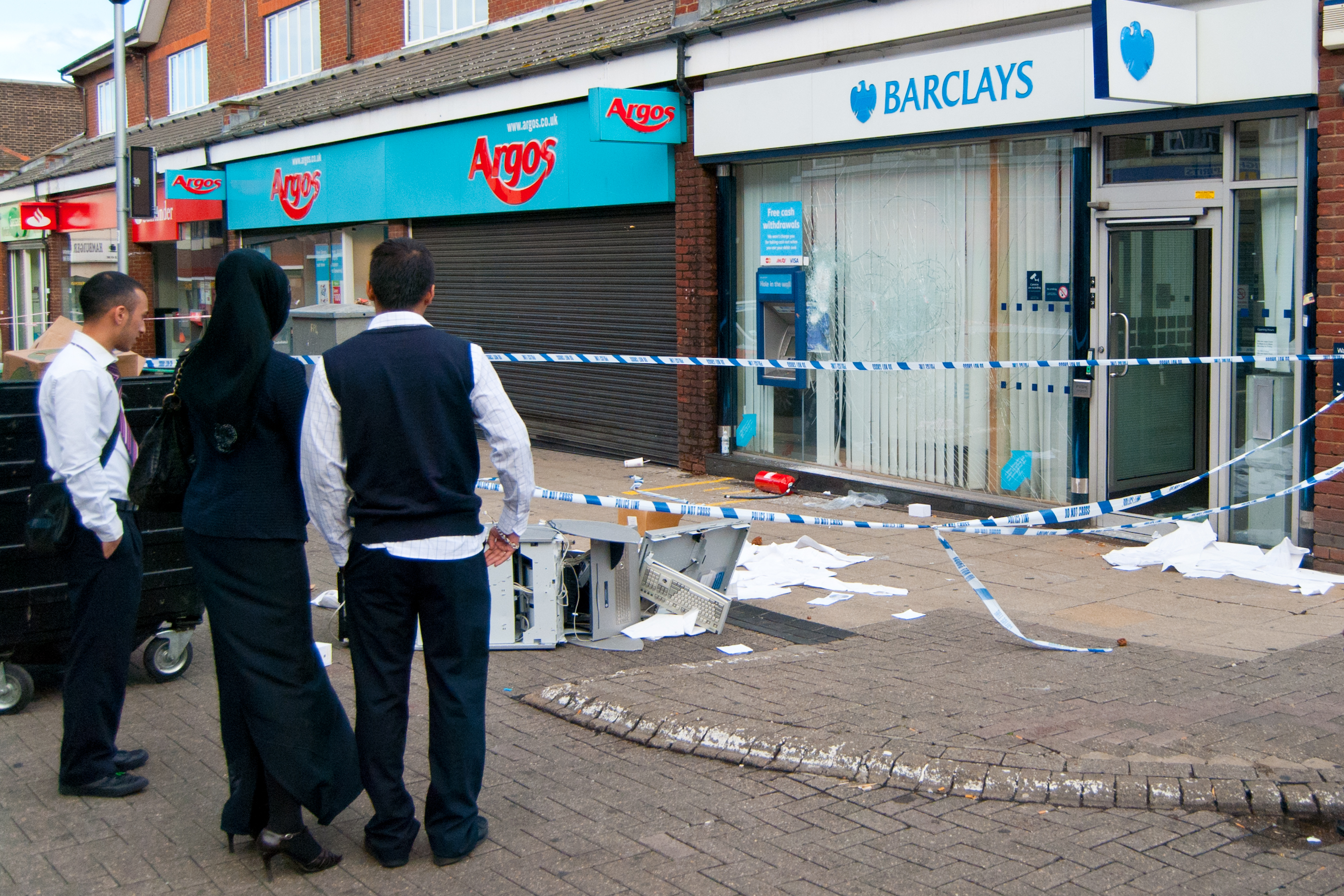
Una banca nel quartiere di Walthamstow distrutta dai rivoltosi

Oltre 30 giovani manifestanti hanno distrutto e saccheggiato negozi nella mattina dell'8 agosto.

#### Chingford Mount
Alle 00:45 l'8 agosto, gli ufficiali di polizia hanno iniziato ad arrestare i manifestanti che saccheggiavano i negozi. Tre poliziotti sono stati feriti nel tentativo di fermare alcuni giovani manifestanti.

#### Hackney

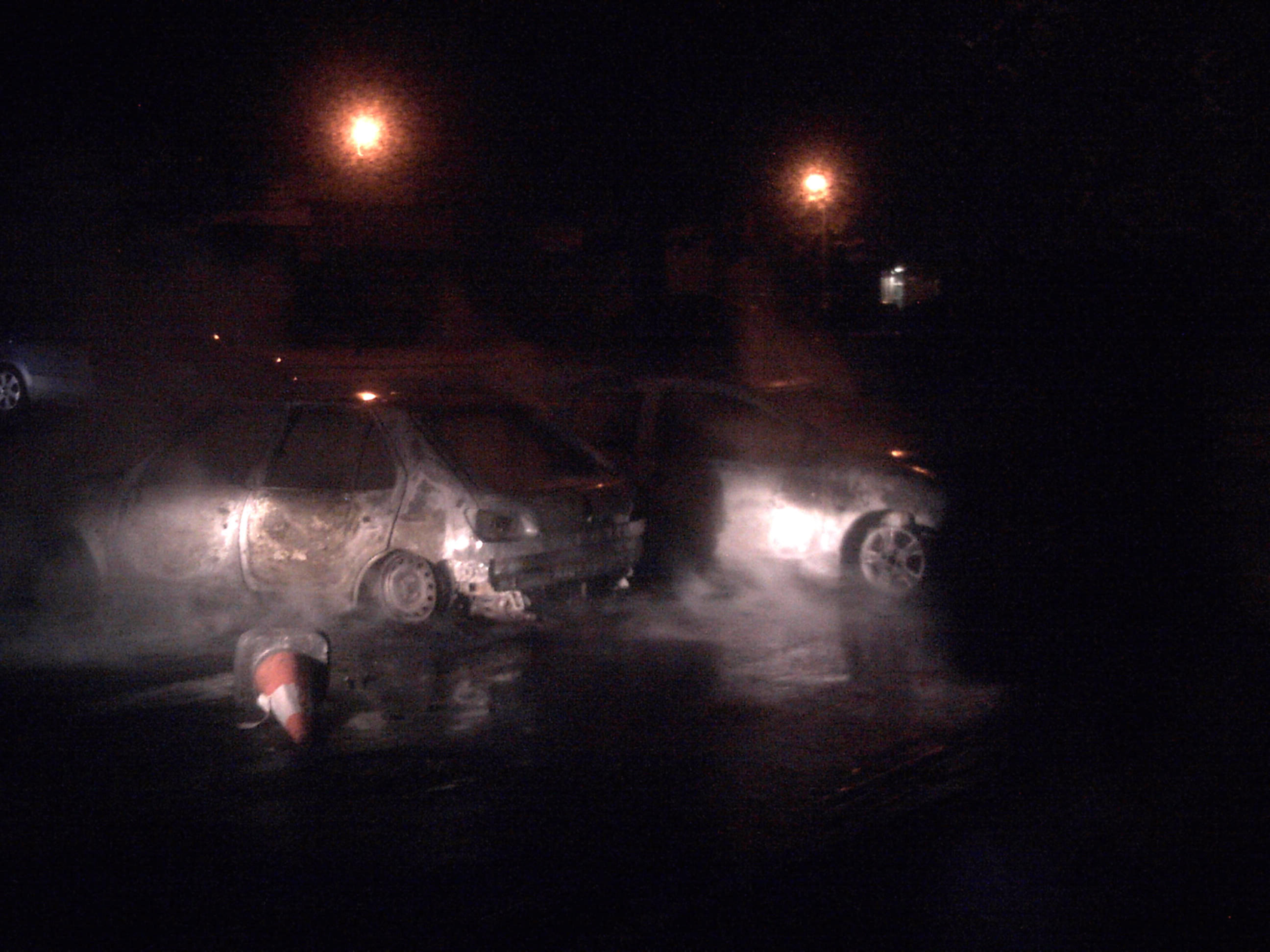
Due auto incendiate nella città di Liverpool

Nel quartiere di Hackney molti veicoli sono stati dati alle fiamme. I rivoltosi utilizzano bombe molotov contro i negozi.

#### Croydon
A Croydon si è registrata la prima vittima degli scontri: un giovane ventiseienne, ritrovato gravemente ferito all'interno di un'automobile la sera dell'8 agosto, è poi deceduto in ospedale.
Inoltre, molti negozi sono stati saccheggiati e distrutti. L'episodio più grave è l'incendio di un mobilificio da parte dei manifestanti, i quali hanno lanciato mattoni, bottiglie, pietre, immondizia e altri oggetti contro la polizia in tenuta anti-sommossa.
Altri disordini si sono verificati nei quartieri londinesi di Harlesden, Peckham, Bethnal Green, Chelsea, Lewisham, Ealing, Brent, Barnet, e Walworth. 

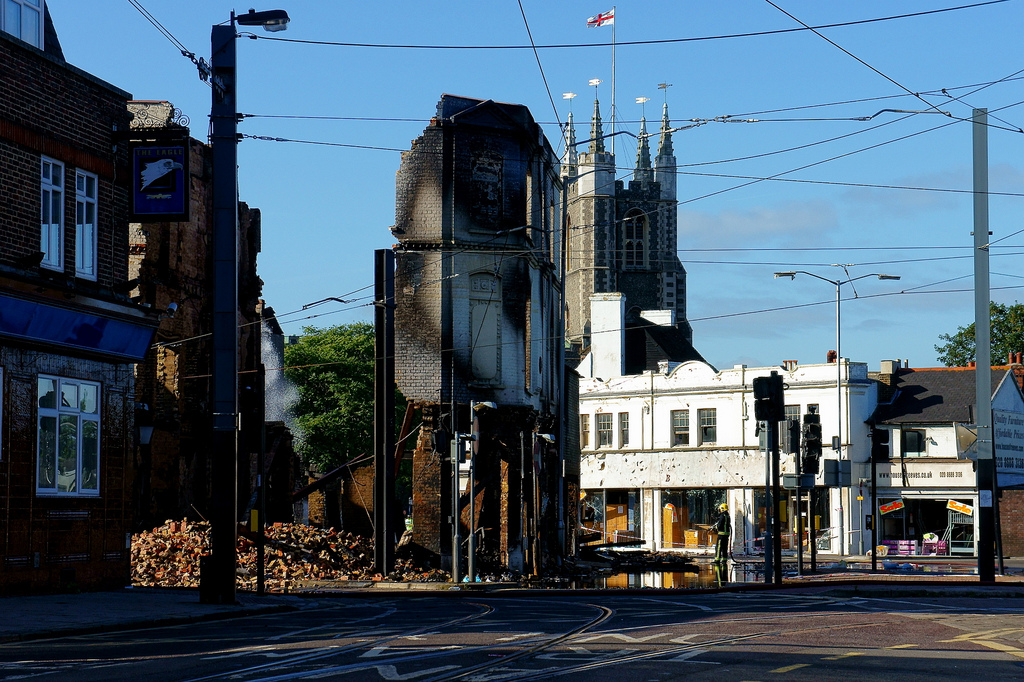
House of Reeves, un mobilificio di Croydon, distrutto in un incendio.

#### Disordini fuori Londra
L'8 agosto si sono verificati nuovi disordini in altre città dell'Inghilterra come Birmingham, Leeds, Liverpool, Nottingham e Bristol.
In particolare a Birmingham qualche centinaio di persone ha devastato diversi negozi del centro; sono avvenuti 130 arresti.

### 9 agosto

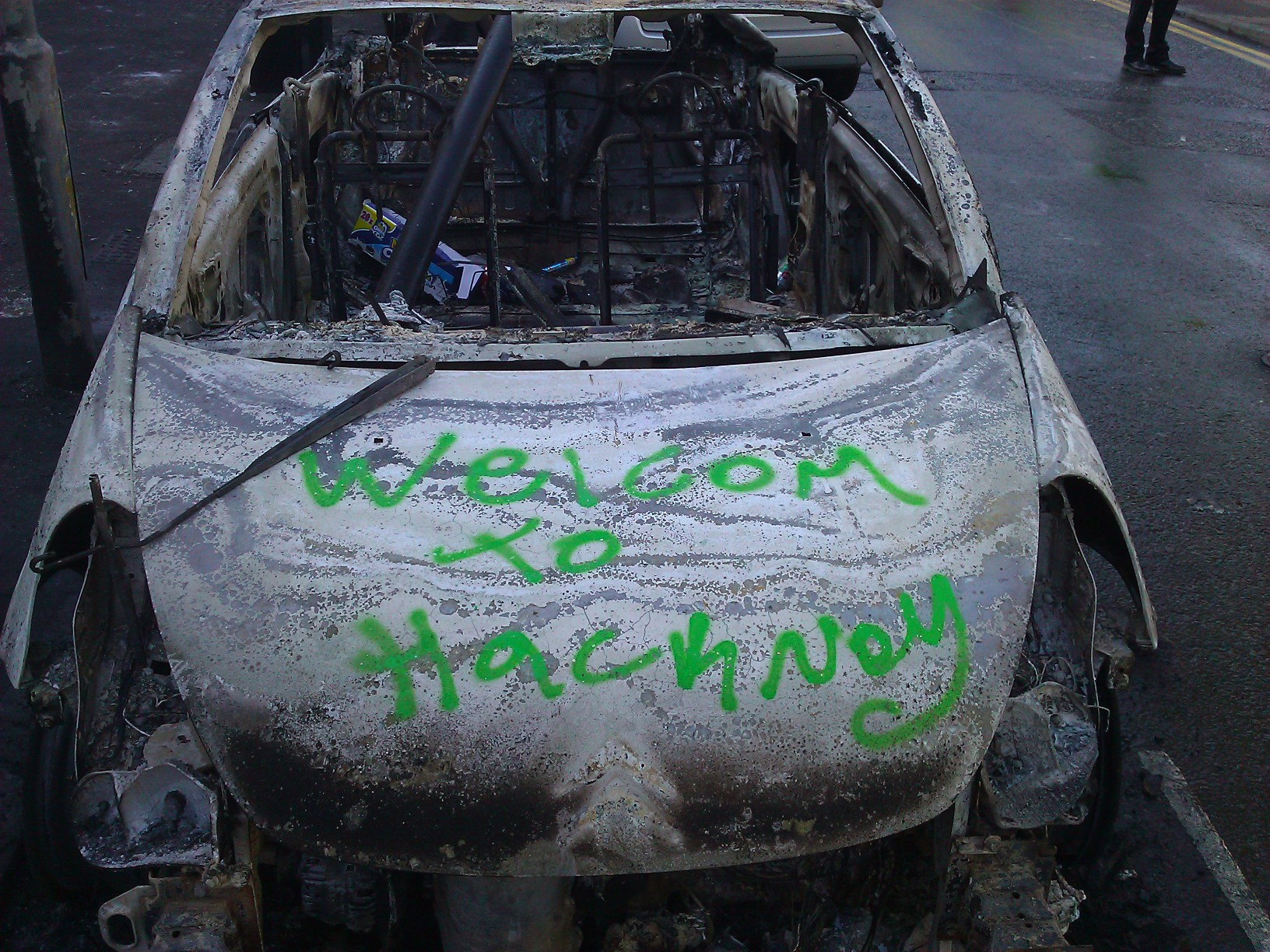
Una macchina incendiata sulla quale è stato scritto: Benvenuti ad Hackney

Nel quarto giorno di proteste, Londra ha visto un dispiegamento di 16 000 agenti che hanno contenuto ogni rivolta, mantenendo la notte relativamente tranquilla. Sommosse sono invece scoppiate in altre grandi città: a Manchester un negozio è stato dato alle fiamme mentre sono avvenuti 50 arresti, mentre diverse troupe giornalistiche sono state assalite in località quali Salford e Birmingham.
Altri disordini si sono verificati in altri quartieri londinesi come Bromley, Camden, Merton, Wembley, Wimbledon, Beckton ed Enfield. Diversi grandi incendi si sono verificati a Barking, Clapham Junction Croydon, Dagenham, Ealing, Greenwich e Southwark. Si sono verificati altri disordini in altre città dell'Inghilterra come Salford, West Bromwich, Wolverhampton, Nottingham, Liverpool, Birkenhead, Bristol, Portsmouth e Cambridge.

### 11 agosto
Il parlamento è stato richiamato a Londra per una seduta straordinaria, che era stata convocata dal primo ministro David Cameron, il quale ha interrotto le vacanze in Italia, martedì 9 agosto. Durante la seduta, durata 7 ore, è stato comunicato il dato sull'arresto di almeno 1 500 persone e la volontà di non ricorrere all'esercito per calmare le proteste.

## Vittime
Vi sono state 5 vittime a causa degli scontri. Oltre al giovane morto a Croydon, tre uomini sono stati investiti da un'automobile a Birmingham mentre stavano cercando di difendere il loro negozio dai saccheggiatori. L'autista, un trentaduenne, è stato successivamente arrestato con l'accusa di omicidio, dopo che le prime ricostruzioni hanno stabilito che l'investitore abbia ucciso deliberatamente. Infine, un sessantottenne è stato attaccato e ucciso da un manifestante mentre stava cercando di spegnere un incendio divampato in una strada di Londra.